# Robin Knox-Johnston
Sir Robin Knox-Johnston, född 17 mars 1939 i Putney, London är reservofficer i Royal Navy och var den första ensamseglaren som seglade jorden runt non stop.

## Biografi
Knox-Johnston växte upp i Putney, London. Efter skolan sökte han reservofficersutbildning och tjänstgjorde bland annat på slagskeppet HMS Vanguard och på engelska handelsflottans skolfartyg MV Chindwara. 1962 tog han ledigt och tog styrmansbrev i London och gifte sig.

## Världsomseglingen
1968 utlyste den engelska tidningen Sunday Times Golden Globe Award till den som först seglade ensam, non-stop runt jorden. Nio seglare deltog i tävlingen men endast Knox-Johnston kunde fullborda världsomseglingen enligt reglerna. Den 14 juni 1968 lämnade Knox-Johnston Falmouth i sin segelbåt Suhaili fullastad med proviant och förnödenheter. Han rundade Kap Horn den 17 januari 1969 och återkom han till England den 22 april 1969, efter 312 dagar.
Suhaili byggdes 1964 i Mumbai efter ritningar av Colin Archer och riggad som en ketch, längd 9,75 meter, bredd 3,35 meter, djupgående 1,5 meter, deplacement 6,39 ton.

## Priser och utmärkelser

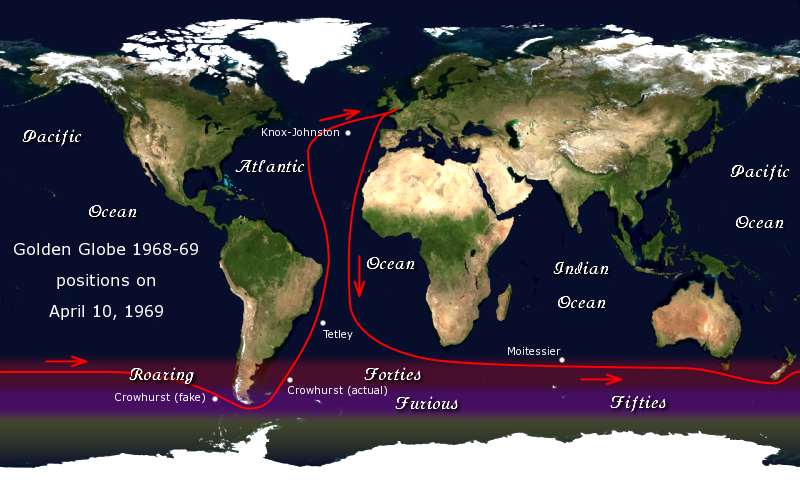
Färdvägen för Golden Globe Race

- Golden Globe Race 1968.[5]
- Brittiska imperieorden.